# Contre les bandes meurtrières et pillardes des paysans
Contre les bandes meurtrières et pillardes des paysans (en allemand ancien : Wider die Mordischen und Reubischen Rotten der Bawren) est un texte écrit par Martin Luther en réponse à la Guerre des Paysans allemands. Commencée en 1524 et achevée en 1526, la guerre des Paysans découle d'un ensemble de griefs, formulés par les paysans et artisans dans de nombreux domaines : politique, économique, social et théologique. Martin Luther est souvent considéré comme l'instigateur de la révolte. Il s'agit là d'une méprise fréquente. La guerre des Paysans est en réalité le point d'orgue d'un long processus, bien antérieur, qui surgit avec les conjurations des Bundschuhe, sortes de conspirations insurrectionnelles à caractère social, qui se déroulèrent de 1493 à 1517 dans le Saint-Empire. Les nouvelles thèses religieuses de Martin Luther, qui n'ont été affichées à la porte de l'église de Wittenberg que fin 1517, ont par contre servi à argumenter solidement sur le plan théologique les revendications de l'"homme du commun", jusque-là étayées de manière bien plus laborieuse. Le premier des réformateurs a été au départ sensible à certaines revendications sociales. Cependant, il a maintenu son allégeance aux princes contre la violence de certains insurgés. Le libelle Contre les bandes meurtrières et pillardes des paysans signe la réaction épidermique de Luther au massacre du comte de Helfenstein et d'une douzaine de ses hommes, au château de Weinsberg en Souabe, à la Pâques 1525. Il cristallise l'attitude définitive du réformateur face à la guerre des Paysans : la condamnation et l'appel à l'éradication violente de l'insurrection. Outre la critique théologique du soulèvement, Luther semble avoir craint d'être considéré comme l'un des instigateurs de la rébellion,.

## Le contexte
La guerre des Paysans, qui éclata en juin 1524, s'étendit dans les régions de langue allemande, et parfois romanes du Saint-Empire romain germanique, jusqu'en 1526. De nombreux facteurs en sont à l'origine : dans le contexte d'une amélioration générale des savoirs, à la suite de la diffusion de l'imprimerie et des livres, de larges couches de la population aspirent à davantage de liberté et à davantage d'équité dans les rapports sociaux. L'offre politique plus diversifiée à la suite de l'émancipation des villes libres d'Empire et de la Confédération suisse, le problème de la dégradation morale de l'Église à la suite de l'intensification de la vénalité des charges, contribuèrent à créer un climat d'insatisfaction et de contestation. Le passage d'une économie quasi exclusivement agraire aux XIVe et XVe siècles, vers une économie davantage marquée par une intensification de la production et du commerce (métiers du tissu et de l'habillement, du papier, de l'imprimerie, du verre, grandes découvertes) en représente la toile de fond. Tous ces éléments ont permis  le développement de nouvelles pratiques sociales, qui ne coïncidaient plus avec la hiérarchie féodale traditionnelle, figée et surplombante. Le mécontentement général qui transparaît dans le manifeste des XII articles de Memmingen se rapporte à l'ensemble de l'ordre féodal et ecclésiastique.

### Luther et les paysans
La relation entre la réforme protestante et la guerre des paysans reste un sujet d'étude et de questionnement. Selon une conception désuète de cet épisode historique, l'insurrection paysanne de 1525 s'appuyait exclusivement sur la doctrine de Martin Luther sur la liberté spirituelle . Il est vrai que Luther offrait des conceptions utiles aux paysans: son instruction Sola Scriptura, etc. mettait l'accent sur le sacerdoce de tous les croyants. Cela renforça la perception d'un Droit divin ("göttliches Recht"), selon lequel les constructions sociales contraires à l'Évangile devaient être considérées comme impies, car opposées à l'enseignement du Christ. L’exemple de Luther était peut-être aussi influent pour la révolte car son œuvre révélait une rébellion contre les deux autorités les plus importantes de l’époque, quand il s’opposait à la fois au pape et à l'empereur romain-germanique. 
D'autres personnalités religieuses telles que Ulrich Zwingli et Thomas Müntzer ont également influencé les paysans, très vraisemblablement de manière plus profonde que Luther, surtout dans le sud de la Rhénanie. Zwingli a enseigné à partir de 1523 en Souabe, la première province à se soulever. Selon lui, pour que la justice règne au sein de la société, les lois laïques devaient être transformées conformément à l'enseignement « fraternel » de l'Évangile. Ce point, typique des insurgés de la guerre des Paysans, l'a toujours opposé à Martin Luther. Thomas Müntzer est l'opposant le plus radical, d'un point de vue théologique, à Luther. Il dirigera une armée de paysans jusqu'à sa défaite à Frankenhausen (15 mai 1525) par les troupes impériales, citant des passages de la Bible qui d'après lui soutiennent la rébellion contre l'autorité légitime: Luc 22: 35–38 et Matthieu 10. : 34. Pour une paysannerie opprimée à de nombreux égards, la direction d'hommes comme Müntzer et l'inspiration des Écritures qui justifient une violence libératrice, ont fait en sorte que la rébellion paraisse vraiment tentante. 
Les attaques de Luther contre l’église catholique romaine ont inspiré divers groupes paysans dans leurs aspirations "révolutionnaires". Ils ont traduit à leur manière les appels de Luther contre le clergé, ses idées sur la liberté chrétienne et ont souhaité « se venger de tous leurs oppresseurs ». Des membres plus puissants de la société, y compris des bourgeois, ont cherché à briser le pouvoir du clergé, à se libérer des dictats théologiques et administratifs de la papauté, mais également, but moins avouable, d'obtenir des gains financiers grâce à la confiscation des biens de l'église.
Au plus fort de la révolte paysanne, en avril 1525, les insurgés de la vallée du Neckar, à Weinsberg, dans le Wurtemberg, exécutent le comte de Helfenstein et ses hommes, qui leur avait livré une guerre sans merci. C'en est fait de la neutralité que Luther a observée jusque-là. La gravité de l'évènement le pousse à choisir un parti. Son libelle contre les paysans « meurtriers et pillards » prend sa source dans ce fait, qui secoue la noblesse du Saint-Empire. L'acte met l’œuvre de Luther en danger d'être taxée d'étincelle qui a déclenché l'incendie. Luther décide de prendre position ; il choisit la sécurité, en soutenant le parti des princes et des nobles, contre les insurgés. Dans sa lutte pour réformer la chrétienté, il prêche le progrès pacifique et la résistance passive aux excès de la féodalité. Il l'a déjà fait dans des documents tels que À la noblesse chrétienne de la nation allemande en 1520. Il estime qu'il n'y a pas de circonstances dans lesquelles la violence devrait être utilisée en invoquant l’Évangile, à l'exception des efforts contre le travail de Satan.

### Luther et Müntzer: contrastes de leadership
Luther a déclaré qu'il « ne souhaitait pas que l'Évangile soit défendu par la force et par le sang. Le monde a été conquis par le Verbe, l'Église est maintenue par le Verbe et le Verbe remettra aussi l'Église dans le sien et l'Antéchrist, qui a gagné le sien sans violence, tombera sans violence » À peu près au même moment où Luther prêchait la résistance pacifique, Müntzer attaqua le sacerdoce par des sermons violents, appelant la population à se soulever. Lui aussi a cité des références bibliques pour justifier son point de vue et a demandé: « Le Christ ne dit-il pas:« Je ne suis pas venu envoyer la paix, mais un glaive » ? Que devez-vous faire avec cette épée ? Une seule chose si vous souhaitez être les serviteurs de Dieu, c’est-à-dire chasser et détruire les méchants qui s'opposent à la voie de l'Évangile ».
Alors que les idéaux de réforme de Luther devenaient de plus en plus populaires de jour en jour, les idées audacieuses de Müntzer étaient politiquement agitées et violemment polémiques. Müntzer a fait valoir que la Bible n'était pas infaillible et définitive, que le Saint-Esprit avait le moyen de communiquer directement par le don de la raison.
Cependant, la controverse "Luther le pacifique contre Müntzer le révolutionnaire extrémiste", pour décrire la guerre des Paysans, semble tenir d'une approche obsolète (des travaux de Friedrich Engels notamment, cf. la guerre des paysans allemands, 1850). Les recherches du dernier demi-siècle, menés notamment par le grand spécialiste allemand de la guerre des Paysans, Peter Blickle, font état d'une diversité bien plus grande parmi les inspirateurs et innovateurs du soulèvement, notamment le Hessois Wendel Hipler, et le tyrolien Michael Gaismair. Ces derniers, qui ont notamment produit des écrits proto-constitutionnels pendant le conflit, peuvent être considérés comme modérés par rapport à Müntzer, vu leurs tentatives de négociation et de compromis avec les autorités.

### Les douze articles de l'Union chrétienne de la Haute-Souabe
Les Douze articles de l'Union chrétienne de la Haute-Souabe, également connus sous le nom de Douze articles de Memmingen, connaissent le plus grand succès parmi les nombreux écrits revendicatifs issus des couches populaires. Les Douze articles sont un résumé écrits par les artisans et théologiens Sebastian Lotzer et Christoph Schappeler. Ils ciblent les principaux griefs en argumentant leur propos à l'aide de références tirées de l'Évangile. Ils comprennent : le droit d'élire son propre pasteurs pour chaque communauté villageoise ; la collecte des dîmes pour une utilisation uniquement au sein de leurs propres communautés ; la fin du servage avec la promesse d'obéir aux dirigeants élus et nommés ; le droit de pêcher ou de chasser sans limitation ; le droit de prendre du bois si nécessaire ; une limitation du travail dû aux seigneurs ; la fin des services paysans traditionnels ; loyers raisonnables payés aux seigneurs ; jugements équitables dans les affaires judiciaires ; terres communes rendues aux paysans pour un usage commun ; la fin de la mainmorte . Enfin, s’il est prouvé que l’une de ces exigences n’est pas étayée par les Écritures, elle est nulle et non avenue. Les paysans et artisans voulaient entendre l'Évangile pur, sans les modifications décrétées par la papauté, et que le droit évolue en se mettant en conformité, selon eux, avec la parole du Christ. Les Douze articles appelaient succinctement à la fin du féodalisme et au renforcement des biens communs, un système de partage et d'usufruit communal d'après eux préférable à l'arbitraire féodal ou au capitalisme naissant.

## Les écrits de Luther

### Admonition à la paix
Les paysans avaient utilisé la Bible pour soutenir leurs griefs et, à leur tour, justifier leur rébellion, et Luther la retournerait contre eux. Il s'est élevé contre les paysans, réfutant en particulier les Douze articles de l'Union chrétienne de la Haute-Souabe et s'est joint aux catholiques pour combattre la horde en colère. Admonition à la paix de Luther a été écrit pour remplir plusieurs fonctions, d'abord pour empêcher le sang versé par des foules de paysans armés, mais aussi pour dissiper la fausse interprétation de l'Écriture comme justification de la violence, et enfin pour répondre à plusieurs appels lancés contre lui.
La première partie de l'Admonition s'adresse aux princes et aux seigneurs, leur demandant instamment de reconnaître la menace que représentent les paysans, de « ne pas éclairer cette rébellion », et leur demandant de faire preuve de plus de prévenance pour éviter la confrontation. Il fait des reproches aux princes, en précisant qu'ils sont à blâmer, affirmant que « nous n'avons personne sur terre à remercier pour cette rébellion désastreuse, à part vous, princes et seigneurs [...] en tant que dirigeants temporels, vous ne faites que tricher et voler le peuple que vous pouvez mener une vie de luxe et d'extravagance. Les pauvres gens du commun ne peuvent plus le supporter ».
La deuxième partie s’adresse aux paysans et, bien que Luther reconnaisse leurs revendications comme raisonnables, telles qu’elles sont présentées dans Les Douze articles, il déclare clairement qu’ils ont tort d’utiliser la force pour modifier la situation. Il s'inquiète particulièrement de leur utilisation de l'évangile comme justification. La troisième section reconnaît que les princes et les paysans n'ont pas agi en bons chrétiens, en les admonestant tous, car si la guerre devait s'ensuivre, les deux groupes perdraient leur âme immortelle.
L’Admonition à la paix de Luther, ainsi que la publication ultérieure de Contre les meurtriers, hordes de voleurs de paysans, ont été écrites en réponse aux Douze articles de l’Union chrétienne de Haute-Souabe et ont été largement diffusées dans toute l’Allemagne. Bien que l'on ne sache pas quand Luther a lu pour la première fois les douze articles, c'était avant le 16 avril 1525.

### Contre les bandes meurtrières et pillardes des paysans
Luther resta en grande partie ignorant du point auquel les troubles gagnaient la paysannerie jusqu'à ce qu'il entreprenne une tournée de Thuringe avec Philippe Mélanchthon. C'est à ce moment-là qu'il a pu constater de visu la gravité de la situation, les paysans faisant « le travail du diable. » Il a tenté d'empêcher de nouvelles violences en prêchant contre elle, mais a reconnu que cela avait peu d'impact, voire aucun.
En mai 1525, il écrivit Contre les paysans émeutiers, un titre que des imprimeurs d'autres villes risqueraient de critiquer sans l'approbation de Luther. Dans cette publication, il signifiait aux paysans trois chefs d’accusation : ils avaient violé les serments de loyauté, ce qui les exposait à des peines laïques ; ils avaient commis des crimes contraires à leur foi ; et que leurs crimes avaient été commis en utilisant le nom du Christ, ce qui était un blasphème :
« Les paysans ont pris sur eux le fardeau de trois terribles péchés contre Dieu et contre l'homme; par cela, ils ont mérité la mort corps et âme [...] ils ont juré d'être vrais et fidèles, soumis et obéissants, à leurs dirigeants [...] maintenant, brisant délibérément et violemment ce serment [...] ils commencent une rébellion et pillant et pillant violemment des monastères et des châteaux qui ne sont pas les leurs [...] ils ont doublement mérité la mort corps et âme en bandits de rue et meurtriers [...] ils revêtent ce terrible et horrible péché de l'Évangile [...] et deviennent ainsi les pires blasphémateurs Dieu et les calomniateurs de son saint nom. »
Luther va jusqu'à justifier les actes des princes contre les paysans, même lorsqu'il s'agit d'actes de violence. Il estime qu'ils peuvent être punis par les seigneurs au motif qu'ils sont « devenus infidèles, parjures, désobéissants, rebelles, meurtriers, blasphémateurs, qu'un souverain même païen a le droit et le pouvoir de punir ». Il vénère même ceux qui luttent contre les paysans, affirmant que « quiconque est tué en combattant aux côtés des dirigeants peut être un véritable martyr aux yeux de Dieu ». Il termine avec une sorte de déni de responsabilité, « si quelqu'un trouve cela trop dur, qu'il garde le souvenir que la rébellion est intolérable et qu'il faut s'attendre à la destruction du monde toutes les heures ». L'une des raisons pour lesquelles Luther a insisté pour que les autorités laïques écrasent la rébellion paysanne était due à l'enseignement de saint Paul sur la doctrine du droit divin des rois dans son épître aux Romains 13: 1-7, selon laquelle toutes les autorités sont nommées par Dieu, et qu'on ne devrait donc pas s'y opposer violemment.

### Lettre ouverte sur le livre dur contre les paysans
Après la défaite des forces de Müntzer le 15 mai 1525 à Frankenhausen, la guerre des paysans était presque terminée, car ils manquaient maintenant de dirigeants dotés de forces politiques et militaires.
Ils estimèrent avoir été trahis par Luther et le critiquèrent en conséquence pour la publication de Contre les meurtriers et les hordes de paysans voleurs. Les catholiques ont souligné que l'Admonition à la paix justifiait les paysans en déclarant que leurs griefs étaient légitimes, mais lorsqu'il est devenu évident que les paysans perdraient, il les a abandonnés dans ses écrits Contre les meurtriers et les hordes de paysans. Ses amis le pressèrent de faire une rétractation, ce qu’il refusa fermement de faire.
Après quelques mois, il décida d'écrire une explication formelle dans une lettre ouverte à Caspar Muller, intitulée Une lettre ouverte sur le livre dur contre les paysans. Il défend ses écrits antérieurs et affirme qu'il est du devoir du chrétien de « subir l'injustice, de ne pas saisir l'épée et aller à la violence ». Il défend la « dureté » qu'il a utilisée en déclarant qu'un rebelle ne mérite pas des arguments rationnels, car il ne les accepte pas. Vous devez répondre à de tels gens avec un poing, jusqu'à ce que la sueur leur perde le nez.
Il a également déclaré que les princes étaient trop sévères dans leur punition des paysans et qu'ils seraient punis par Dieu pour leur comportement. Avec ce document, il devint évident que Luther était un homme socialement conservateur, qui ne menacerait pas l'autorité laïque.

## Conséquences: Luther et le protestantisme
Luther vit que de violents bouleversements aliéneraient les princes, la noblesse et certaines villes, et seraient probablement écrasés par une opposition catholique ou impériale. Étant donné que la majorité des villes souhaitaient une réforme modérée et que beaucoup de princes y étaient attachés, la démarche était logique. Luther sera critiqué pour ce geste considéré comme un clin d'œil aux princes et fut même lapidé à Orlamünde.

### Sources primaires
- Martin Luther (1525). Wider die Mordischen und Reubischen Rotten der Bawren [Contre les bandes pillardes et meurtrières des paysans.] Europeana. Archivé de l'original le 11 juillet 2013. Consulté le 11 juillet 2013.
- Martin Luther (1525). Admonition à la paix.
- Martin Luther (1525). Une lettre ouverte sur le livre dur contre les paysans.
- GERBER René Joseph. « “Lis avec application les articles... et puis tu jugeras” : la réception des XII articles dans les Flugschriften de 1525 ». Thèse, université de Strasbourg, 2012.https://publication-theses.unistra.fr/public/theses_doctorat/2012/Gerber_Rene_2012_ED270.pdf
- Sebastian Lotzer (1525). Les douze articles de la Haute-Souabe.

### Sources secondaires
- Georges Bischoff (dir.) Dictionnaire de la guerre des Paysans, Strasbourg, FSHAA/La Nuée Bleue/1525, une révolution oubliée, 2025.

- (en) Ernest Belfort Bax, The peasants war in Germany, 1525-1526, New York, Russell et Russell, 1968.
- (en) Peter Blickle (dir.), The Revolution of 1525 : The German Peasants’ War from a New Perspective, Baltimore, Johns Hopkins University Press, 1981.
- (en) Frederick Engels, The German Revolutions: The Peasant War in Germany, and Germany : Revolution and Counter-revolution, University of Chicago Press, 1967.
- (en) Frederick Engels, Reminiscences of Marx and Engels, Moscou, Foreign Languages Pub. House, 1956.
- (en) R. Po-Chia Hsia (dir.), The German People and the Reformation, Londres, Cornell University Press, 1988.
- (en) Charles Oman., A History of the Art of War in the Sixteenth century, Londres, Metheun, 1937.
- (en) Tom Scott (dir.) et Bob Scribner (dir.), The German Peasants' War : A History in Documents, New Jersey, Humanities Press International, 1991.
- (en) Bob Scribner (dir.) et Gerhard Benecke (dir.), The German Peasant War of 1525 : New Viewpoints, Boston, George Allen & Unwin, 1979.
- (en) Theodore G. Tappert (dir.), Selected writings of Martin Luther 1523-1526, Philadelphie, Fortress Press, 1967.